# 永松邦臣
永松 邦臣（ながまつ くにおみ、1944年2月10日 - ）は、日本の元モーターサイクル・レーサー、レーシングドライバー。福岡県出身。

## 経歴

### 2輪レース
10代の頃、エンジン・チューニングの有能さにより福岡のオートバイ好きに名を知られ始めていた吉村秀雄の門下生として吉村モータースに入門。同じく門下生には高武富久美がいた。吉村の指導は厳しく、早朝から4kmのランニング、100段以上の階段ダッシュなど、吉村が10代の時に入っていた海軍の飛行予科練の訓練のような日々を送りながら日曜の午後になると雁ノ巣飛行場で開催されていたレースに参戦。1962年9月に鈴鹿サーキットが開業し、1963年には世界選手権ロードレース日本GPの招致が決定。吉村がホンダの田中健二郎に永松と高武を推薦し、RSC（のちのHRC）設立以前のホンダ鈴鹿合宿（通称「健二郎学校」）に参加。ホンダに認められ、市販レーサー・CR72の開発ライダーとなった。日本GPではホンダのワークスライダーとしてファクトリーマシン・RC145で125ccクラスに参戦し7位に入った。1964年のロードレース世界選手権・日本GPには50ccクラスと350ccに参戦し両レースで5位、1965年はヨシムラによりチューンされたホンダ・CB77で参戦したが結果はリタイヤとなった。
永松のライディング・スタイルは1960年代当時としては先鋭的なスタイルであり、1970年代になって以後ヤーノ・サーリネンやケニー・ロバーツによって広まるハング・オフスタイルのように、イン側に膝を開き、シートポジションもイン側に多少ずらすスタイルで雁ノ巣の砂利道を走行していたが、永松の証言では「誰に教わったというわけではなく、速くコーナリングしようと考えたら自然とそうなっていた」ために築かれたフォームだった。

### 4輪レース
1964年5月、第2回日本グランプリで4輪デビュー、1968年の鈴鹿1000kmではGT1クラスにホンダ・S800（木倉義文とのチーム）で出場し、2位の高武富久美組に3周の差をつけてのクラス優勝を獲得。同年の鈴鹿フォーミュラレース・ヒート1でもブラバム・BT16ホンダを駆り優勝している。
1971年5月3日、日本グランプリにおいて三菱・コルトF2000で優勝する。1973年から始まった国内フォーミュラ最高峰カテゴリ・全日本F2000選手権に参戦、1977年シーズンを最後に引退。
引退後は福岡でオートバイショップを経営している。

## レース戦歴

### 四輪レース

#### 全日本F2000選手権
| 年     | チーム                       | シャシー                                  | エンジン        | タイヤ | 1     | 2       | 3       | 4       | 5       | 6   | 7   | 8   | 順位 | ポイント |
| ------ | ---------------------------- | ----------------------------------------- | --------------- | ------ | ----- | ------- | ------- | ------- | ------- | --- | --- | --- | ---- | -------- |
| 1973年 | ベルコ・レーシング           | ブラバム・BT36                            | ミツビシ・R39B2 | D      | SUZ 6 | SUZ 4   | SUZ     | SUZ Ret |         |     |     |     | 7位  | 6        |
| 1974年 | ロンソン・レーシング         | マーチ・742                               | ミツビシ・R39B2 | D      | SUZ   | SUZ     | SUZ     | SUZ Ret |         |     |     |     | NC   | 0        |
| 1975年 | ロンソン・マーチ・アストロン | マーチ・742 (Rd.1-3) マーチ・752 (Rd.4-5) | ミツビシ・R39B2 | B      | FSW 3 | SUZ Ret | FSW 8   | SUZ 10  | SUZ 8   |     |     |     | 8位  | 16       |
| 1976年 | S&B・マーチ・アストロン      | マーチ・752                               | ミツビシ・R39B2 | D      | FSW 3 | SUZ     | FSW Ret | SUZ 11  | SUZ Ret |     |     |     | 10位 | 12       |
| 1977年 |                              | シェブロン・B35                           | BMW M12/7       | B      | SUZ   | SUZ     | NIS 2   | SUZ 8   | FSW 11  | FSW | SUZ | SUZ | 11位 | 15       |

### 二輪レース

#### 鈴鹿8時間耐久ロードレース
| 年   | チーム             | ペアライダー | 車番 | マシン         | 予選順位 | 決勝順位 | 周回数 |
| ---- | ------------------ | ------------ | ---- | -------------- | -------- | -------- | ------ |
| 1981 | ホンダショップ高武 | 高武富久美   | 45   | ホンダ・CB900F | 45位     | 24位     | 172    |